# Laurepa maculata
Laurepa maculata är en insektsart som först beskrevs av Desutter-grandcolas och Bland 2003.  Laurepa maculata ingår i släktet Laurepa och familjen syrsor. Inga underarter finns listade i Catalogue of Life.